# Potiatuca ingridae
Potiatuca ingridae är en skalbaggsart som beskrevs av Maria Helena M. Galileo och Martins 2006. Potiatuca ingridae ingår i släktet Potiatuca och familjen långhorningar. Inga underarter finns listade i Catalogue of Life.